# Ghannouch
Ghannouch o Ganouch (àrab: غنوش, Ḡannūx) és una ciutat de Tunísia, situada uns 5 km al nord de Gabès, a la costa, dins de la governació de Gabès. La municipalitat té 22.681 habitants. És capçalera d'una delegació amb 20.790 habitants formada per la major part del municipi (algunes zones en queden fora pel nord i oest).

## Economia
La seva activitat econòmica està lligada a l'explotació agrícola de l'oasi. Una zona industrial establerta pel govern està situada entre Gabès i Ghannouch, a prop de la costa.

## Administració
És el centre de la delegació o mutamadiyya homònima, amb codi geogràfic 51 54 (ISO 3166-2:TN-12), dividida en quatre sectors o imades:
- Ghanouch Est (51 54 51)
- Ghanouch Ouest (51 54 52)
- Ghanouche Sud (51 54 53)
- Ghanouche Nord (51 54 54)

Al mateix temps, forma una municipalitat o baladiyya (codi geogràfic 51 13).